# 長良川鉄道ナガラ500形気動車
長良川鉄道ナガラ500形気動車（ながらがわてつどうナガラ500がたきどうしゃ）は、開業時から使用されているナガラ1形を置き換えるため、2007年（平成19年）から2009年（平成21年）にかけて3両が製造された長良川鉄道の気動車である。

## 概要
1986年（昭和61年）12月に国鉄越美南線を第三セクター鉄道に転換して開業した長良川鉄道が開業時から使用しているナガラ1形の更新のため、2007年（平成19年）から2009年（平成21年）にかけて両運転台、前面貫通式、トイレなし、16.5 m車体のナガラ500形3両が製造された。車内はロングシートとなった。最初の2両はナガラ3形に似たエンジ色ベースの車体色となった一方、最後の1両はナガラ1形、ナガラ2形同様の白をベースに山紫水明の沿線に調和させた橙色、青色のデザインとなった。

## 構造

### 車体

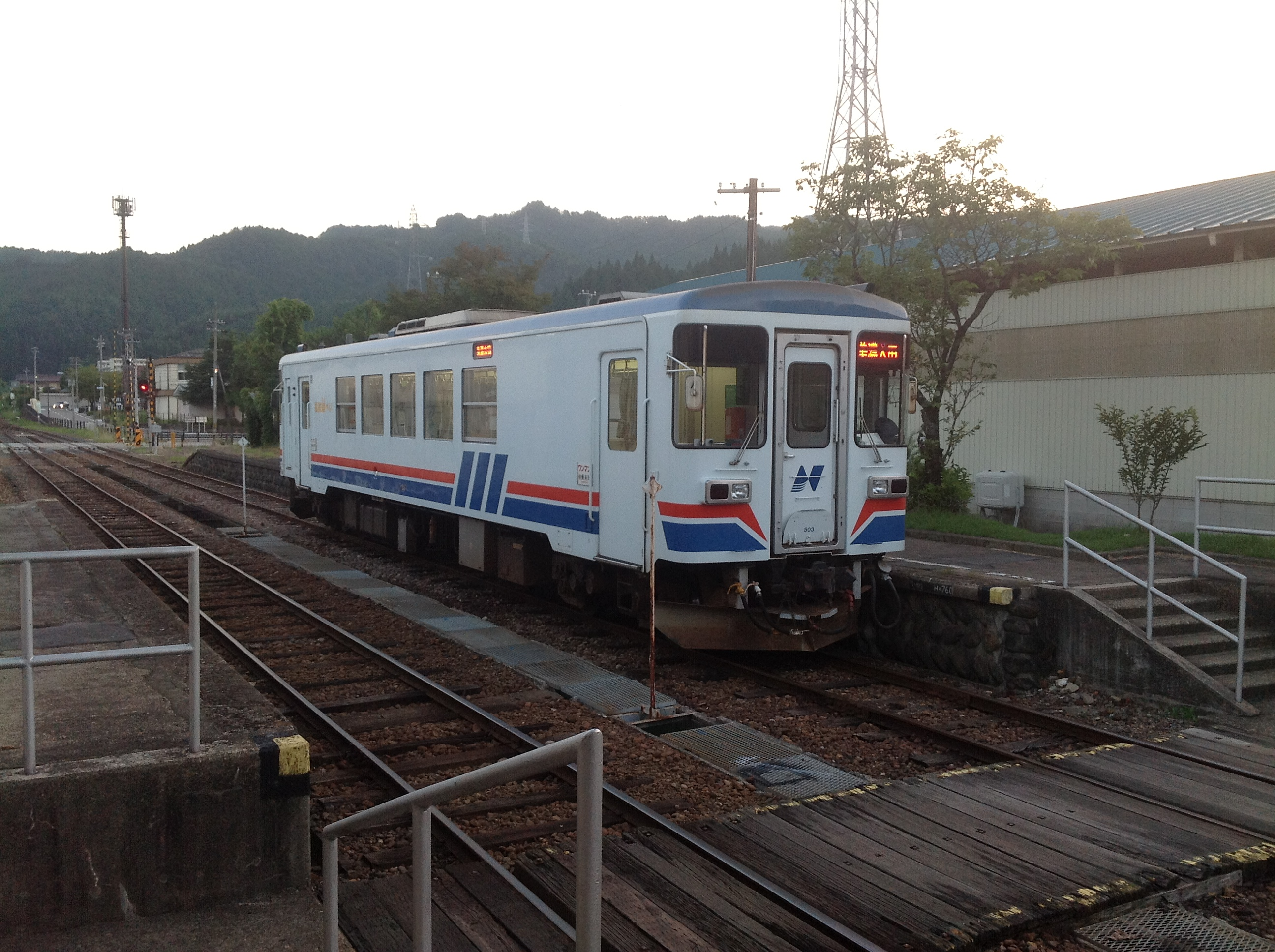
美濃白鳥駅に停車するナガラ503

ナガラ3形をベースとするが、車体長はやや長い16,500 mmとなった。乗務員室は左隅で、乗務員室がある部分のみ乗務員扉が設けられた。客用扉の引き戸が片側2か所、両車端に設けられ、後乗り、前降りで運用される。扉間に窓5組が設けられ、眺望確保のため在来車より大型化され、両車端寄りの左右計4個所は上段固定、下段上昇、それ以外は固定式となった。戸袋部には窓がない。ナガラ501と502の車体外部はエンジ色で、長良川をイメージする白と青の帯が窓下に巻かれた。ナガラ503はナガラ1形、ナガラ2形同様の白をベースに山紫水明の沿線に調和させ橙色、青色のデザインとなった。
車内はロングシートでトイレは設置されなかった。車椅子スペースが拡大され、乗降用のスロープが設置された。正面と側面の行先表示装置はLED式となった。

### 走行装置
エンジンは、電子ガバナの日産ディーゼル製PF6HT03ディーゼルエンジン（定格出力217 kW / 2,100 rpm）を1基搭載、動力は変速2速、直結1速の日立ニコトランスミッション製TACN-22-1624液体変速機を介して台車に伝達される。前位側台車は2軸駆動の動台車FU56D、後位側は付随台車FU56Tで、いずれも枕ばねがボルスタレス式空気ばね、軸箱支持は積層ゴム式である。制動装置はSME三管式直通ブレーキが採用され、従来車との併結が可能である。非常ブレーキは電気指令式となった。

### 空調装置
暖房装置はエンジン排熱を利用した温風式である。冷房装置は能力27.9 kW（24,000 kcal/h）のものが1基搭載された。

## 車歴
| 形式      | 車両番号 | 製造年月   | 廃車 |
| --------- | -------- | ---------- | ---- |
| ナガラ500 | 501      | 2007年3月  | -    |
| ナガラ500 | 502      | 2009年2月  | -    |
| ナガラ500 | 503      | 2009年12月 | -    |

## 観光列車への改造

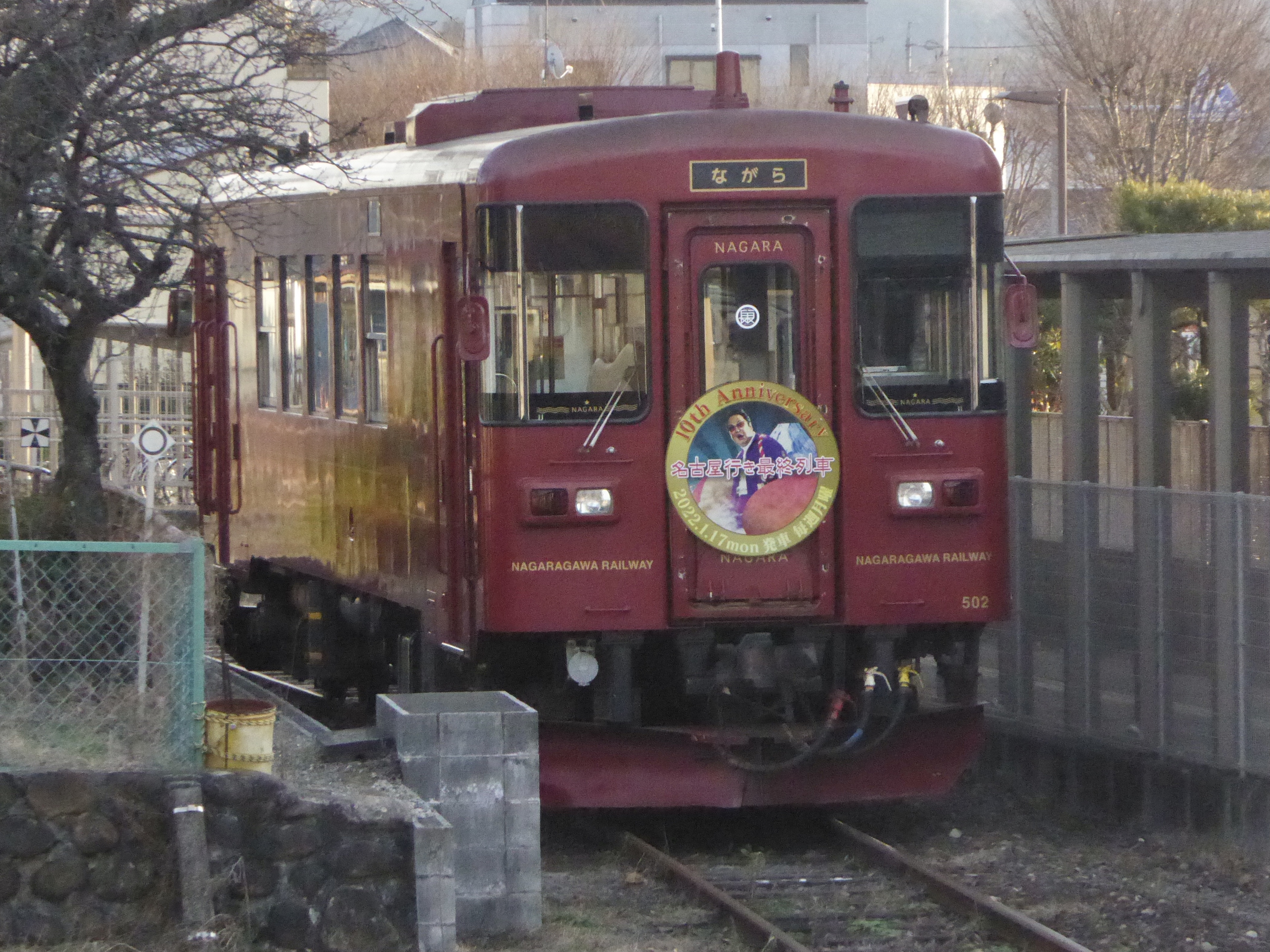
ながら「川風号」

2016年より運行している観光列車「ながら」の3両目「川風号」（かわかぜごう）への改造が2017年11月に発表された。
既存の観光列車「ながら」車両ナガラ301・302号車と同様に水戸岡鋭治がデザインを担当しているが、改造はこの2両とは異なり自社内で行われている。2018年2月24日にナガラ502号車が改造のために関 → 美濃白鳥間で自力回送された。美濃白鳥駅の車庫では塗装工事がなされており、塗装工事より事前に行われた内装工事に関しても「川風」への改造の様子が改造費用の一部を支援したクラウドファンディングサイトの「FAAVO美濃國」でレポートされている。
2018年4月4日には改造後初の試運転が行われ、同月12日には既存の観光列車「ながら」車両と連結しての報道向けの試運転が往路は「鮎号」との2両で、復路が「鮎号」「森号」との3両で行われた。
2018年4月18日に営業運行を開始し、関駅で出発式が行われた。これ以降は「お弁当プラン」や「ほろ酔いプラン」といった単独での運用が組まれる場合が多い。
2018年6月3日には、ながら2号において「森号」「鮎号」にナガラ502「川風号」が連結されて3両運行された。同年10月には「森号」の検査に伴い代走としてビュープラン用車両に充当された。
観光列車としての運用がない場合には車内のテーブルを取り外すことで一般列車での運用も考慮されており、乗車整理券不要の普通列車としても全線で使用される。2018年のゴールデンウィークや6月17日（「さわやかウォーキング」開催のため）にも増結用車両として使用された。

## ラッピング列車
2018年3月25日から、ナガラ503にはさくらももこによって描かれた郡上八幡のオリジナルキャラクター「GJ8マン」のラッピングが施されて運行されている。

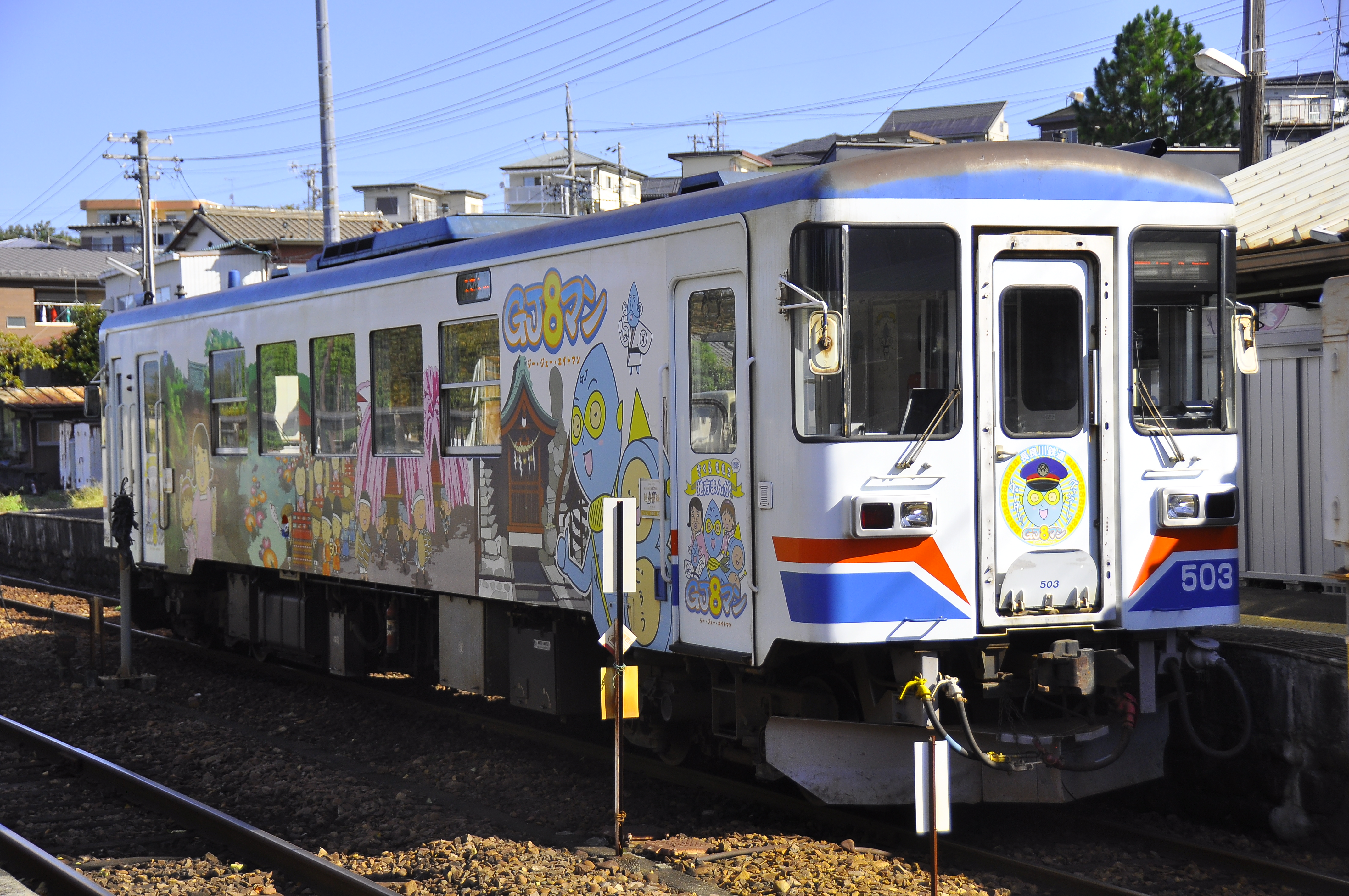
「GJ8マン」のラッピングの503号車

2019年3月26日からナガラ501が、イギリスのCGアニメーション『チャギントン』のキャラクターのラッピングを施した「ながてつチャギントン」として運行されていた。

2023年9月17日からは、ナガラ501の『チャギントン』のラッピングを終了し、新たに長良川の鮎など、42種の生き物のイラストの描かれたラッピング施した『長良川わくわくたんけん号』として運行されている。

## 運用
2007年（平成19年）から2009年（平成21年）にかけて投入された。最終製造となったナガラ503の営業運転開始は2010年（平成22年）の正月輸送となっている。ナガラ500形の投入により、ナガラ1形は10号車を除いてすべて廃車され、残された10号車も、後の2014年12月に引退した。
ナガラ502は観光列車への改造後も、先述の通り一般列車へも対応しているため定期列車にも使用されている。

### 雑誌記事
- 『鉄道ピクトリアル』通巻480号「新車年鑑1987年版」（1987年5月・電気車研究会）
  - 長良川鉄道（株）検修区長 宮地一二三「長良川鉄道 ナガラ1形」 pp. 152

- 『レイルマガジン』通巻286号（2007年7月・ネコ・パブリッシング）
  - 岡田誠一「長良川鉄道ナガラ501」 pp. 140

- 『鉄道ピクトリアル』通巻795号「鉄道車両年鑑2007年版」（2007年10月・電気車研究会）
  - 岸上 明彦「2006年度民鉄車両動向」 pp. 116-141
  - 長良川鉄道（株）検修区 霜山 穂積「長良川鉄道 ナガラ500形」 pp. 167
  - 「民鉄車両諸元表」 pp. 196-200
  - 「各社別新造・改造・廃車一覧」 pp. 222-235

- 『鉄道ピクトリアル』通巻825号「鉄道車両年鑑2009年版」（2009年10月・電気車研究会）
  - 岸上 明彦「2008年度民鉄車両動向」 pp. 108-134
  - 「各社別新造・改造・廃車一覧」 pp. 222-235

- 『鉄道ピクトリアル』通巻840号「鉄道車両年鑑2010年版」（2010年10月・電気車研究会）
  - 岸上 明彦「2009年度民鉄車両動向」 pp. 116-142
  - 「各社別新造・改造・廃車一覧」 pp. 212-225

### Web資料
- “長良川鉄道「初詣号」をナガラ503で運転”.   railf.jp (2010年1月3日). 2017年10月21日閲覧。
- “車両のご紹介”.   長良川鉄道. 2017年10月15日閲覧。

- “観光列車「ながら」”.   長良川鉄道. 2018年4月17日閲覧。